# Lazar Krstić
Lazar Krstić, cyr. Лазар Крстић (ur. 1984 w Niszu) – serbski ekonomista, doradca finansowy i matematyk, od 2013 do 2014 minister finansów.

## Życiorys
Ukończył szkołę średnią w rodzinnym Niszu. W 2001 wziął udział w sponsorowanym przez Stany Zjednoczone programie dla młodych serbskich liderów. W latach 2003–2007 studiował etykę, politykę, ekonomię i matematykę na Uniwersytecie Yale. W 2008 został zatrudniony w przedsiębiorstwie konsultingowym McKinsey & Company. 2 września 2013 z rekomendacji Serbskiej Partii Postępowej objął urząd ministra finansów w rządzie Ivicy Dačicia, zastępując Mlađana Dinkicia. 27 kwietnia 2014 utrzymał ten urząd w nowo powołanym gabinecie Aleksandara Vučicia, ustąpił jednak 12 lipca 2014.